# Folkeberg
Folkeberg är ett naturreservat i Gullspångs kommun i Västergötland.
Reservatet ligger norr om orten Hova. Det är skyddat sedan 2006 och omfattar 16 hektar. Området består av en gammal urskogsliknande barrblandskog. Även väldigt grova lågor och torrakor förekommer. Blandskogen är 170 år gammal men det finns inslag av än äldre träd.

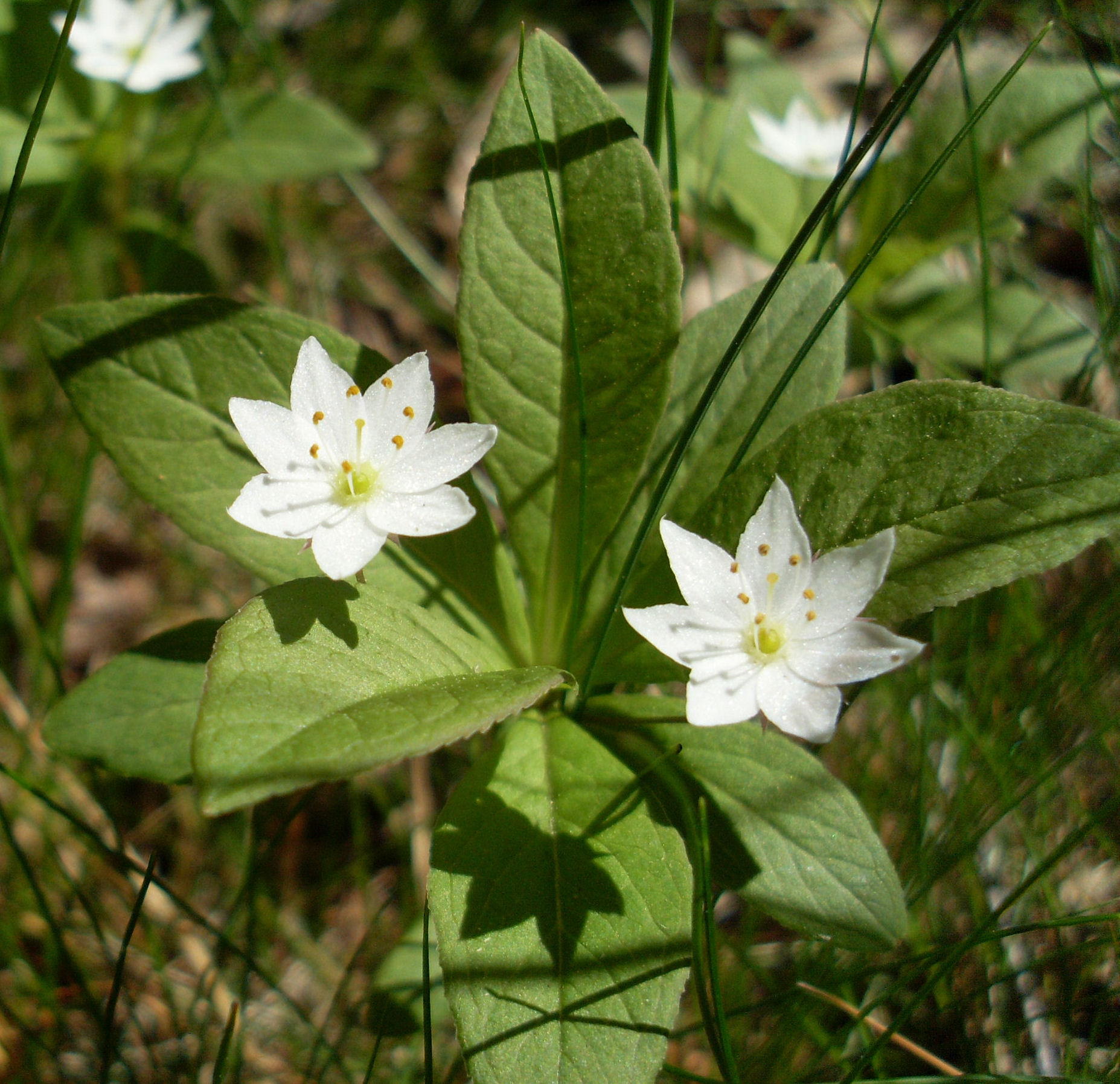
Skogsstjärna

Inom reservatet finns flera fornlämningar som exempel två domarringar, ett röse och fossil åkermark. I den magra skogsmarken växer blåbär, harsyra och skogsstjärna. 
Området ingår i det europeiska nätverket för bevarande av biologisk mångfald, Natura 2000.